# Romagna mia
Quando ti penso, vorrei tornare dalla mia bella, al casolare. Romagna, Romagna mia lontan da te non si può star!»
(Secondo Casadei, Romagna Mia)
Romagna mia è una celebre canzone italiana scritta da Secondo Casadei ed incisa a Milano nel 1954. Il ritmo è quello del valzer ed il testo narra della nostalgia di un uomo per la sua terra d'origine, la Romagna. Divenuto un vero e proprio inno della Romagna e dei suoi abitanti nel mondo, nel tempo ha venduto oltre 4 milioni di copie.

## Storia
Il titolo originale del brano era Casetta mia: Casadei l'aveva già scritto qualche tempo prima, dedicandolo alla propria casa di Gatteo a Mare, ma non l'aveva mai proposto per l'incisione, tenendolo da parte «per le evenienze». L'occasione si presentò nel 1954, quando, trovandosi a Milano per una delle due incisioni annuali, dovette sostituire un assolo poiché un solista che aveva dei problemi alla gola non riusciva ad eseguirlo perfettamente. Propose il brano di riserva a Dino Olivieri, direttore artistico dell'etichetta discografica La Voce del Padrone. Questi, ascoltando il motivo, gli suggerì di modificare il titolo in Romagna mia, sapendo quanto grande era l'amore del maestro per la propria terra. La canzone, con il nuovo titolo ed il nuovo testo, in cui Secondo Casadei sostituì le parole "casetta mia" con "Romagna mia", fu cantata da Fred Mariani e Arte Tamburini .
Il brano ebbe successo fin da subito ed iniziò a diffondersi rapidamente, conquistando una grande popolarità e grande affetto da tutta la gente, varcando i confini della Romagna grazie all'orchestra di Secondo Casadei ed alle altre orchestre che la inserirono nel loro repertorio, alle trasmissioni di Radio Capodistria (specialmente Musica per voi), all'avvento dei juke box (Romagna mia era gettonatissima) e ai turisti che frequentano la riviera romagnola e ne acquistavano il disco per ricordo. Diventò un vero e proprio inno per la gente della Romagna, e in breve tempo acquistò grande popolarità nel resto dell'Italia e a livello internazionale dando il via al fenomeno "liscio". È stata cantata ed incisa da grandi interpreti dell'epoca, tra cui Oscar Carboni, Claudio Villa, Nilla Pizzi, Orietta Berti, Rosanna Fratello, Giorgio Consolini, Raffaella Carrà e da vari complessi ed orchestre, e dopo la scomparsa di Secondo nel 1971, sarà suo nipote Raoul Casadei ,che ne farà il fiore all'occhiello della sua orchestra. Più tardi venne tradotta in curiose versioni: russo, giapponese, inglese, tedesco, spagnolo, cinese. Anche Francesco Guccini, Gigi Proietti, Fiorello, Iva Zanicchi, Spagna, Jovanotti, Biagio Antonacci, Renzo Arbore, Gianna Nannini ed i Nomadi nei loro concerti l’hanno cantata; la star della disco-music Gloria Gaynor ne ha data un’interpretazione eccezionale, come addirittura i Deep Purple, e persino il grande Luciano Pavarotti l’intonava con gli amici durante le cene. Molti complessi giovani la propongono a rock, disco, funky, e ne è stata fatta anche una suggestiva versione in inglese, My sweet Romagna. Anche Papa Giovanni Paolo II amava questa canzone e non solo si univa al coro dei gruppi romagnoli alle udienze in San Pietro, ma come aveva dichiarato in alcune sue interviste sui giornali, la “canticchiava” anche da solo nei momenti meno impegnativi.
Nel 2012 “Romagna mia” è stata eccezionalmente proposta al Festival di Sanremo da Samuele Bersani con Goran Bregovic,
Nel 2013 è stata proposta al prestigioso “Ravenna Festival” con un particolare arrangiamento sinfonico eseguito dall’Orchestra Giovanile Luigi Cherubini del Maestro Riccardo Muti.
Nel mese di maggio 2023, in seguito all'alluvione che ha colpito l'Emilia-Romagna in tale periodo, "Romagna mia" è divenuta l'inno spontaneo dei giovani volontari che sono accorsi a centinaia per aiutare la popolazione in difficoltà.
Il 7 febbraio 2024 Romagna mia viene festeggiata per i suoi bellissimi 70 anni al Festival di Sanremo, condotto da Amadeus, dai giovani musicisti dell'orchestra Santa Balera assieme a Mirko Casadei e da coppie di ballerini romagnoli.

## Interpretazioni
La versione originale è cantata da Fred Mariani e Arte Tamburini. Le "voci" più popolari di Romagna mia sono, per la gente del liscio, quella di Pino Flamigni, Edgardo Gelli (1934-2021), e quella di Mauro Ferrara, tutti cantanti dell'orchestra Casadei.
Interpretazioni sono state eseguite da:
- 1960 - Narciso Parigi (Pathé – 45 AQ 1120)
- 1961 - Luciano Tajoli (Telerecord - JN. 012); album del 1975 35 anni dopo (Alpharecord - AR 3015)
- 1963 - Franco Trincale e il suo complesso (Fonola Dischi – N.P. 1428)
- 1964 - Carlo Loi e il suo quartetto (Vedette Records – VSP 60/105)
- 1966 - Trio Vanelli da Bologna nell'album Romagna mia (Stella Records – LPS 6033)
- 1967 - Giancarlo Mazzoni e il complesso di Carlo Baiardi (Green Record – S.P.B. 0072)
- 1967 - Marisa e il complesso di Carlo Baiardi nell'album Souvenir di Romagna (Combo Record – 20084)
- 1968 - Piccolo Coro dell'Antoniano di Mariele Ventre, singolo, (Ri-Fi – RFN-NP 16317); album del 1973 Giro-Girovagando nel tradizionale folk italiano (Ri-Fi – RFL-ST 14070)
- 1969 - Oscar Carboni e Folklore di Romagna (Miura – FOL NP 20012); album Folklore di Romagna (Miura – FOL LP 22009)
- 1972 - Orietta Berti nell'album Più italiane di me (Polydor - 2448 007 L)
- 1971 - Irene Vioni e Complesso Castellina-Pasi (Edig – GB 0084); album del 1972 Castellina-Pasi, Vol. III (Edig – ZSKE 55075)
- 1973 - Paolo Mengoli nell'album Bela Bulagna (Ariston – ARLP 12105)
- 1973 - Raffaella Carrà nell'album Scatola a sorpresa (CGD – CGD 69048)
- 1973 - Sandra come singolo (Revival Pop – R.P. 2011); album La mazurka di periferia (Revival Pop – R.V. 247)
- 1973 - Orchestra Spettacolo "I Romagnoli", singolo, (Combo Record – HP 8138); album Ciao mare (Combo Record – LP 20126)
- 1973 - Roberta Mazzoni nell'album Cucurrucucu Paloma (Joker - SM 3435)
- 1974 - Orchestra Romagnola di Claudio Casadei nell'album Amarcord la mi tera  (Ariston – AR/LP 12143)
- 1974 - Nilla Pizzi Nilla Pizzi e i suoi grandi successi (Super Oscar – SPO 513)
- 1975 - Rosanna Fratello nell'album Musiche di casa nostra (Dischi Ricordi – SMRL 6161)
- 1979 - Orchestra Mario Karmar nell'album Souvenir di Romagna (UniFunk – AR 03033)
- 1979 - Enzo & Terry e l'Orchestra Caratteristica L'Allegra Compagnia, singolo (Enzo & Terry Self-released – DD 101); album 14 successi di Casadei (New Eco – N.E.L.P. 084)
- 1983 - Chikano nell'album Italian Carnaval (Duck Gold – G.D.K.P. 002)
- 1987 - Kastelruther Spatzen nell'album Servus Südtirol (Koch Records International – D 121 830)
- 1990 - Salvo nell'album Jetzt Gaht's Erscht Richtig Los (Baur Music Production – BM CD 50432)
- 1990 - Harry Vederce,singolo, (Meal Power – MP 875467-12); compilation The Power Mega Mix by D'Mixmasters (Meal Power – MP 875467/17)
- 1991 - Lorenz nell'album Amore di strada (Sysma Records – S.307)
- 1993 - Caffè Concerto Strauss nell'album Tutti insieme per Secondo Casadei (Dischi Sonora – CS CD 07)
- 1994 - Miran Zadnik nell'album Rose rosse per te (Sraka – SCD 33)
- 1995 - Luciano Brandi, singolo, (Arlecchino – D 397); compilation Romagna mia... in Riviera - Canzoni di Secondo & Raoul Casadei (Dischi Sonora – CS CD 10)
- 1996 - L.M. Project nell'album Dance in Italy Vol. 5 (Prandi Sound Records – CD - 022)
- 2006 - Maroones nell'album Travestiti non vestiti (Agos – CD 07906)
- 2007 - Denis Novato Trio nell'album Verliebte Harmonika (Bogner Records – CD 12793)
- 2008 - Pino Lamberti per l'album del 2008 Eravamo in 19 (Elca Sound)
- 2012 - Le Mondine nell'album La lavanderina (Fonola Dischi – CD 2271)
- 2013 - Fortunato nell'album Sono lontano (Fortunato Isgro)
- 2018 - Sabrina Salvestrin & Athos Bassissi nell'album Musicalmente noi - Volume 2 (Fonola Dischi – CD 2527)
- 2020 - Shaloma Locomotiva Orchestra nell'album 3 x 3 + 1 (I Dischi di Angelica – IDA 044
- xxxx - Umberto Bettini nell'album Canti e balli dell'Emilia Romagna (Folklore – F/S 15169)
- xxxx - I Girasoli nell'album L'uccellino - Vol. 11 (Fonola Dischi – CD 1334)
- xxxx - Natural Biskers nell'album Afromagna (Natural Biskers Self-released)
- xxxx - Paolo del "Red Lion" e Ballorchestra Universal Folk nell'album Le perle del folklore dell'Emilia Romagna (Carosello Records – CLP 23033)
- xxxx - Haudrey e l'Orchestra e Coro di Romagna Mia (Omega – OMG 646)
- xxxx - Edgardo Gelli e il Complesso Tipico Argelli (Ri.Co. – RICO 123)
- xxxx - Complesso Gaio Padano (Panoramic – P 9)

## Versioni strumentali
- 1963 - Di Rienzo, singolo, (Primary – OCC - NP 93523); compilation del 1974 Ciao mare - La Romagna in festa) (Variety – REC 80147)
- 1964 - Gigi Botto – La fisarmonica di Gigi Botto Volume 4 (Corsair – CP 9004)
- 1973 - Johnny Sax nell'album Liscio-Parade (Produttori Associati – PAS/LP 3007)
- 1976 - Pippo D'Amico nell'album Romagna mia - Balla con me Vol. 32) (Napoleon – NLB 12032)
- 1978 - Edoardo Lucchina singolo (durium – Ld M 7039); album Io liscio tu lisci... (durium – BL 7151)
- 1984 - Gigi Stok nell'album Fisarmonica primo amor (K-Tel – TI 215)
- 1995 - Riccardo Tesi nell'album Un ballo liscio (Silex – Y225056)
- 2010 - Tony Verga nell'album Fisarmonica in allegria, vol. 2
- 2010 - Claudio Carboni nell'album Secondo a nessuno (Taca Dancer – SHECDTD002)
- 2022 - Enrico Merlin nell'album Dangerous Mind (Kutmusic – KJLP0100)
- xxxx - Nando Francia (Etichetta d'Oro – RR 105106)

## Compilation
- 1973 - Franco Bastelli - Souvenir of Italy (Music Parade Cetra – LEL 110)
- 1973 - Ely Neri e il suo complesso - Romagna mia - La raza Bulgneisa (Fonit Cetra – LEL 124)
- 1995- Le Stars della Romagna - Romagna mia in riviera - Canzoni di Secondo e Raoul Casadei (Dischi Sonora - CS CD 10)
- 1999 - Le Stars della Romagna - Ballo è bello 2000 (Edizioni musicali Galletti-Boston – GBCD 2399)
- 2002 - Roberta e Luca - Speciale 30° - Tutti insieme per Secondo Casadei (Dischi Sonora – CS CD 22)
- 2004 - Mauro Ferrara - 50° Romagna mia - Le canzoni del grande evento (Fonola Dischi – CD 1483)

Ne esistono anche versioni in altre lingue, principalmente russo, giapponese e nella variante argentina dello spagnolo ed ebraico, con il titolo "Kesem al yam kineret" (Magia sul lago di Tiberiade), eseguita da Irises of Bet Alfa e "Musikal" of Petach Tikvah, contenuta nel doppio album del 1995 ישראל שרה לשלום - Israel Sings "Shalom" (NMC Music – 888488-4).
Una strofa della canzone è citata, con intento provocatorio, anche nel brano Valium Tavor Serenase degli emiliani CCCP Fedeli alla linea, sostituendo "Emilia" a "Romagna"; con intenti simili ne fu realizzata una reinterpretazione anche dai Mickey and the Mouses, gruppo di Cattolica (1981). Al Festival di Sanremo 2012 il cantautore Samuele Bersani l'ha interpretata con l'accompagnamento orchestrale di Goran Bregović. Durante il tour Europeo 2016/17 in Austria e Germania, il cantautore romagnolo Michele Fenati ne inserisce nel suo repertorio una versione acustica per voce e chitarra, fisarmonica, violino e violoncello.
I diritti d'autore sono delle Edizioni Musicali Casadei Sonora, gestite da sua figlia Riccarda Casadei, che nel tempo ha continuato incessantemente a diffondere l'opera di suo padre con grande amore e passione.

## Riconoscimenti
- Il cardinale Ersilio Tonini ha riferito che Romagna mia era una delle canzoni preferite di Giovanni Paolo II[5]. Papa Wojtyła la sentì per la prima volta nel maggio 1986, in occasione del suo viaggio in Romagna, durante il quale venne eseguita, anche su sua richiesta, più volte. Su vari telegiornali, nei giorni seguenti la scomparsa del Papa, fu mandato in onda un servizio in cui alcuni giovani musicisti, invitati a cena dal Pontefice in occasione della Giornata Mondiale della Gioventù del 2000, riferiscono come Giovanni Paolo II chiese loro di suonare Romagna mia.
- Nel 2003 la Giunta comunale di Gatteo annullò la sua precedente deliberazione di intitolare la nuova piazza sulla foce del Rubicone ad Anita Garibaldi, per sostituirne la denominazione con Romagna Mia.[6].
- "Romagna Mia" è il titolo di una raccolta di novelle del 1929 della scrittrice imolese Eugenia Codronchi Argeli (in arte Sfinge) edite da Cappelli di Bologna.
- Il brano viene citato nella canzone Yanez del cantautore comasco Davide Van De Sfroos, con la quale ha partecipato al Festival di Sanremo 2011.
- Nel maggio del 2012 la città di Ravenna ha chiamato "Romagna mia" un giardino pubblico della città.
- Nel racconto "Il quadro rubato" dello scrittore Enrico Teodorani, contenuto nell'antologia "Note in nero - Musica e delitti in venticinque racconti noir di autori italiani", il protagonista Durìn accende una radiolina a transistor da cui escono le note di Romagna mia.
- È ritenuto l'inno della squadra di basket Unieuro di Forlì, che la intona ad ogni inizio di partita dopo l'inno nazionale. È sempre cantata con grande entusiasmo anche allo stadio dai tifosi della squadra di calcio del Cesena.
- Il 3 novembre 2020, alcuni deputati della Lega presentano un disegno di legge alla Camera dei deputati per far riconoscere Romagna Mia 'quale espressione popolare dei valori fondanti della nascita e dello sviluppo della Repubblica'. La proposta ha creato una polemica sui social nel dicembre dello stesso anno.